# Jean-Henry d'Arnaudat
Pour les articles homonymes, voir Darnaudat.
Louis Jean-Henry Darnaudat, ou d'Arnaudat, est un juriste et homme politique français, né le 7 mars 1739 à Orthez où il meurt le 23 septembre 1816. 
Conseiller au parlement de Navarre siégeant à Pau, il est élu, 10 juin 1789, par le Béarn, député du Tiers-État aux États généraux de 1789 et siège à l'Assemblée constituante jusqu'à sa séparation, le 30 septembre 1791. Il est le père du général Henri Pierre Darnaudat.

## Biographie

### D'Orthez au Parlement de Navarre
Né à Orthez en 1739, Jean-Henry d'Arnaudat appartenait à une vieille famille basco-béarnaise qui malgré une ancienneté attestée ne bénéficia jamais d'une fortune de premier plan. Son père, Jean d'Arnaudat était titulaire de la seigneurie de Cassaigne en Beyrie et se rattachait à la famille de Guiche (Guissen) comme en témoignent des documents de 1275 faisant référence à Génèse de Bédorède, dame de Guissen et à son fils le seigneur Arnaudat, seigneur de Guissen. De même, par sa mère, Marie-Françoise de Castéra d'Argagnon, il s'apparentait à la famille de Fortaner de Lescun, et donc aux premiers Vicomtes de Béarn. En 1755, il succéda à son père aux États de Béarn en qualité de seigneur de Cassaigne en Beyrie.
Lorsque Louis XV, en lutte avec le Parlement de Navarre, supprima la vénalité des charges et les épices, et réorganisa le personnel de cette haute compagnie en 1765, Jean-Henry d'Arnaudat, alors âgé de 26 ans, fut désigné pour occuper l'un des sièges vacants, en reconnaissance de son honorabilité, de son savoir et du renom dont il jouissait déjà. Il fut installé dans sa charge le 9 octobre 1765.
En 1775, lors de la réintégration du Parlement de Navarre, il revint à Orthez pour prendre rang parmi les jurats de la Ville. Esprit cultivé, attiré par les idées libérales, il salua avec enthousiasme le mouvement de 1789. Il fut tout naturellement désigné par la ville d'Orthez pour faire partie de la Commission chargée « de travailler au cahier des griefs que la ville devait remettre » à ses députés aux États Généraux de la Province et de déterminer les « pouvoirs qu'il convenait de donner aux dits députés ».

### États généraux et Assemblée constituante
Jean-Henri d'Arnaudat fut envoyé aux États généraux du Béarn convoqués en Assemblée extraordinaire. Après un premier refus, inspiré par la crainte de perdre la jouissance de ses libertés séculaires, assurées par les Fors du Béarn, Orthez s'était décidé à se faire représenter. Les États de Béarn furent assemblés pour la dernière fois le 17 avril 1789. D'Arnaudat s'y trouva à côté de Mourot et l'influence de ces deux hommes contribua directement à faire accepter par l'assemblée la nécessité d'envoyer des députés aux États généraux du Royaume. Le Tiers-État du Béarn les délégua en compagnie de messieurs Noussitou et Pémartin.
Comme membre de l'Assemblée constituante, il attacha son nom à plusieurs propositions, parmi lesquelles on peut citer :
- le 10 décembre 1790, il fait fixer la contribution immobilière en la limitant au 20e[8] ;
- il intervient sur les dispenses de mariage faisant accorder aux non catholiques les mêmes avantages qu'aux catholiques[9] ;
- le 9 juillet 1791, il combat le projet de Vernier contre les émigrants, au nom de la liberté que doit avoir tout citoyen de quitter son pays et de transporter ailleurs sa fortune, en demandant à l'Assemblée d'écouter plutôt l'avis que certains lui donnent : « de faire un bon gouvernement que personne ne soit tenté de quitter[10] » ;
- le 12 juillet 1791, il fait rendre un décret relatif aux limites de la France et de l'Espagne[11] ;
- le 10 août 1791, sur son insistance, l'Assemblée décide, au sujet de la proposition Roederer sur la liste civile, introduite subrepticement après un précédent rejet, que, jusqu'après la clôture du travail de la constitution, aucun objet étranger à la constitution ne sera intercalé à l'ordre du jour[12].

Dans le même esprit, il travaille énergiquement à la conservation du Château de Pau, berceau d'Henri IV et s'oppose fermement au projet de suppression des Invalides, en répondant aux récriminations de ceux qui s'indignent de la magnificence de Louis XIV, par ces mots qui renferment une amère critique : « Les petits génies sont toujours portés à censurer ceux qu'ils doivent admirer. »
Enfin, il fut nommé secrétaire de la commission chargé de la rédaction du projet de constitution. Ainsi, le 14 septembre 1791, le roi Louis XVI se rendit à l'Assemblée nationale pour accepter solennellement la Constitution. Une députation de la Chambre le reconduisit au Château des Tuileries, au sein de laquelle se trouvait Jean-Henry d'Arnaudat. Le garde des sceaux lui remit, en sa qualité de secrétaire, l'expédition de l'acte constitutionnel qu'avait tenu le roi. Quand la députation  regagna l'Assemblée, la séance était levée. L'embarras du député béarnais fut très grand soucieux de ce qu'il devait faire du précieux dépôt. Ses collègues lui enjoignent de le garder en toute responsabilité jusqu'à La prochaine séance. Le lendemain, d'Arnaudat monte à la tribune et raconte à l'Assemblée ses appréhensions de la veille. « J'assurai à mes collègues qu'on ne m'enlèverait ce dépôt qu'avec la vie. Aussi je ne le quittai point. Je le plaçai le jour contre mon sein et, la nuit, dans mon lit... Je puis déclarer que jamais trésor n'a été mieux gardé par un seul homme. J'aime sans doute bien l'acte constitutionnel ; mais quelque forte que soit l'affection d'un homme, c'est une mission délicate que celle d'être dépositaire responsable. » L'Assemblée ordonna que d'Arnaudat déposerait l'expédition royale aux archives.
Pendant qu'il siégeait à l'Assemblée, ses concitoyens pour lui témoigner leur reconnaissance, l’élurent maire au scrutin du 24 mars 1790, en remplacement de M. de Dufau. Il eut ainsi l'occasion de mettre au service de sa ville natale son éloquence et son dévouement, en défendant énergiquement le 23 avril suivant les droits d'Orthez, dans la très délicate question de la fixation du tribunal du district.
À partir de ce moment, Jean-Henry d'Arnaudat se consacre tout entier aux affaires de la ville d'Orthez. Il lui fallut toute son habileté, son inaltérable et sereine courtoisie, la correction parfaite de son administration et son dévouement infatigable pour traverser les périodes les plus aiguës de cette période troublée, en maintenant le calme, la concorde et l'union parmi ses concitoyens. Aux élections de novembre 1791, d'Arnaudat était réélu maire.
Épuré ensuite au nom de ses origines nobles, il fut contraint d'abandonner son mandat de maire et fut inquiété à plusieurs reprises, notamment pour être parent de nombreux émigrés. Il revint au Conseil municipal en vertu d'un décret impérial de novembre 1811 et prêta serment en cette qualité le 12 mars 1812. Mais il resta dans la retraite la plus absolue. Il joua cependant encore un rôle déterminant lors du siège d'Orthez en 1814 par les armées du duc de Wellington, qu'il rencontra sur la demande de ses concitoyens. Grâce à lui, le général de Wellington préserva la ville d'Orthez de dommages liés à la guerre.
Chargé d'années, entouré de la considération publique, il mourut le 23 septembre 1816.